# Olympische Jugend-Sommerspiele 2018/Teilnehmer (Bhutan)
| Gelbes Symbol für Goldmedaillen mit stilisierten Olympischen Ringen | Graues Symbol für Silbermedaillen mit stilisierten Olympischen Ringen | Braundes Symbol für Bronzemedaillen mit stilisierten Olympischen Ringen |
| ------------------------------------------------------------------- | --------------------------------------------------------------------- | ----------------------------------------------------------------------- |
| —                                                                   | —                                                                     | —                                                                       |

Die Jugend-Olympiamannschaft aus Bhutan für die III. Olympischen Jugend-Sommerspiele vom 6. bis 18. Oktober 2018 in Buenos Aires (Argentinien) bestand aus drei Athleten.
Die Judoka Yangchen Wangmo gewann mit der gemischten Staffel die Bronzemedaille, welche jedoch nicht in den offiziellen Medaillenspiegel einfloss.

## Athleten nach Sportarten

### Judo
Mädchen
- Yangchen Wangmo
Klasse bis 44 kg: Viertelfinale
Mixed Team: Bronze  (als Teil des Teams London)

### Leichtathletik
Jungen
- Kinley Tshering
1500 m: 18. Platz

### Taekwondo
Mädchen
- Yangchen Tshering
Klasse bis 49 kg: Achtelfinale